# Chó kéo xe

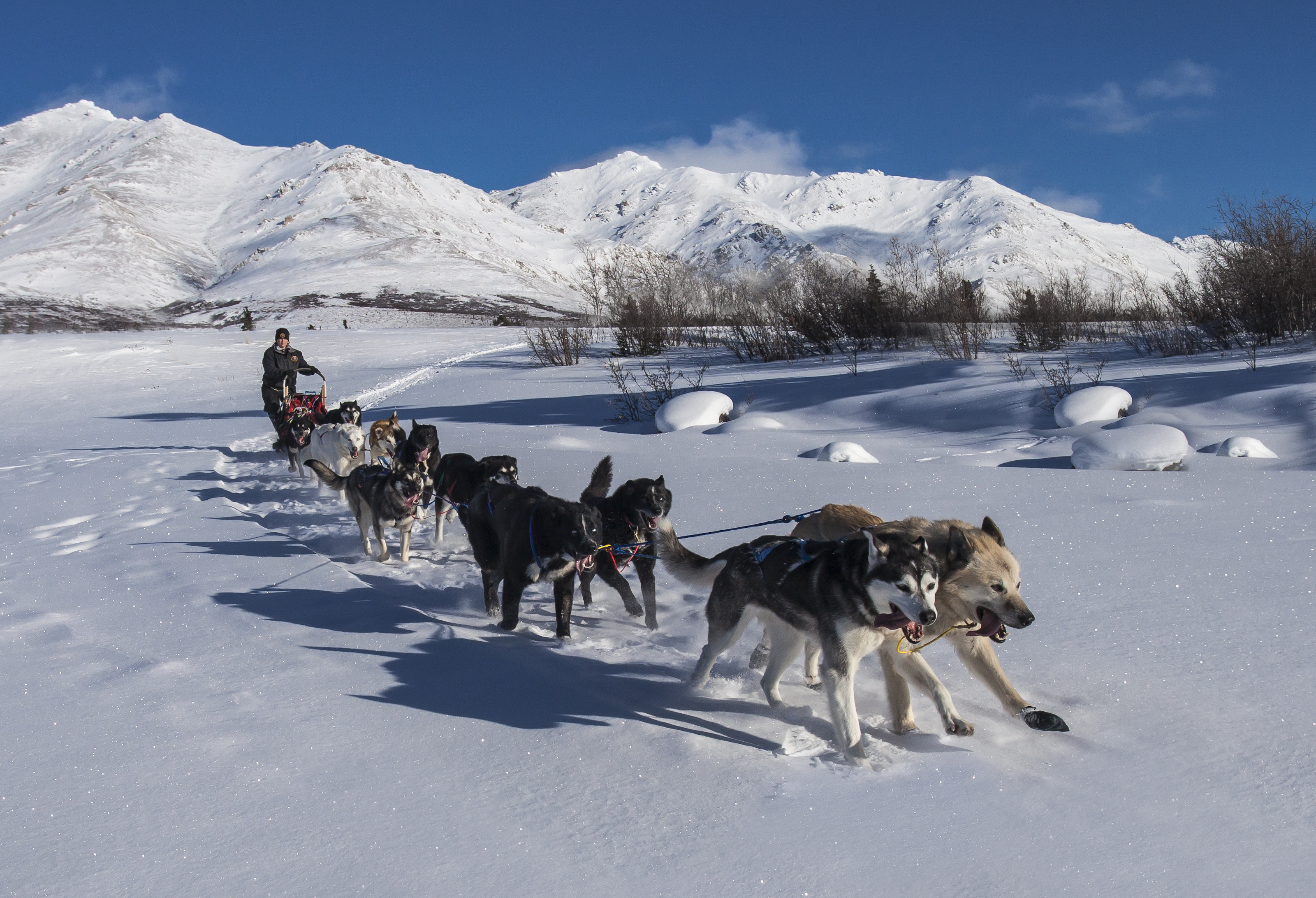
Đội chó kéo xe

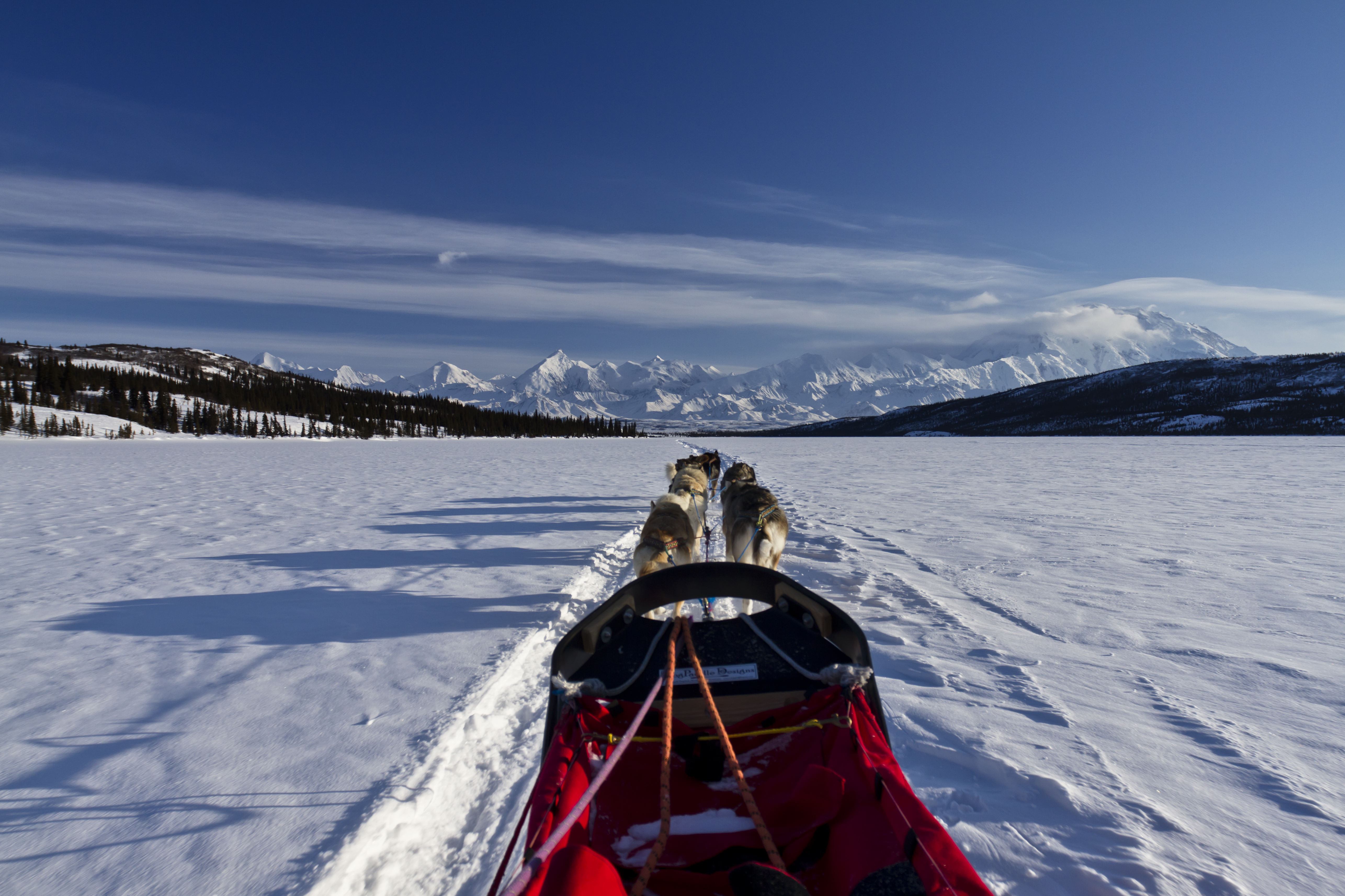
Chó kéo xe tại Wonder Lake

Chó kéo xe là phương tiện giao thông quan trọng tại khu vực Bắc Cực, giúp vận chuyển và đi lại trong khu vực không thể tiếp cận bằng các phương pháp khác. Họ đã sử dụng chó kéo xe thành công trong các cuộc thám hiểm của cả hai miền cực, cũng như trong quá trình tìm vàng ở Alaska. Đội chó kéo xe giao thư cho cộng đồng người ở Alaska và Bắc Canada.
Chó kéo xe ngày nay vẫn còn được sử dụng ở những cộng đồng nông thôn, đặc biệt là các khu vực tại Alaska, Canada và Greenland. Chúng được sử dụng cho mục đích giải trí, và trong sự kiện đua chó kéo xe như Iditarod và Yukon Quest.

## Lịch sử

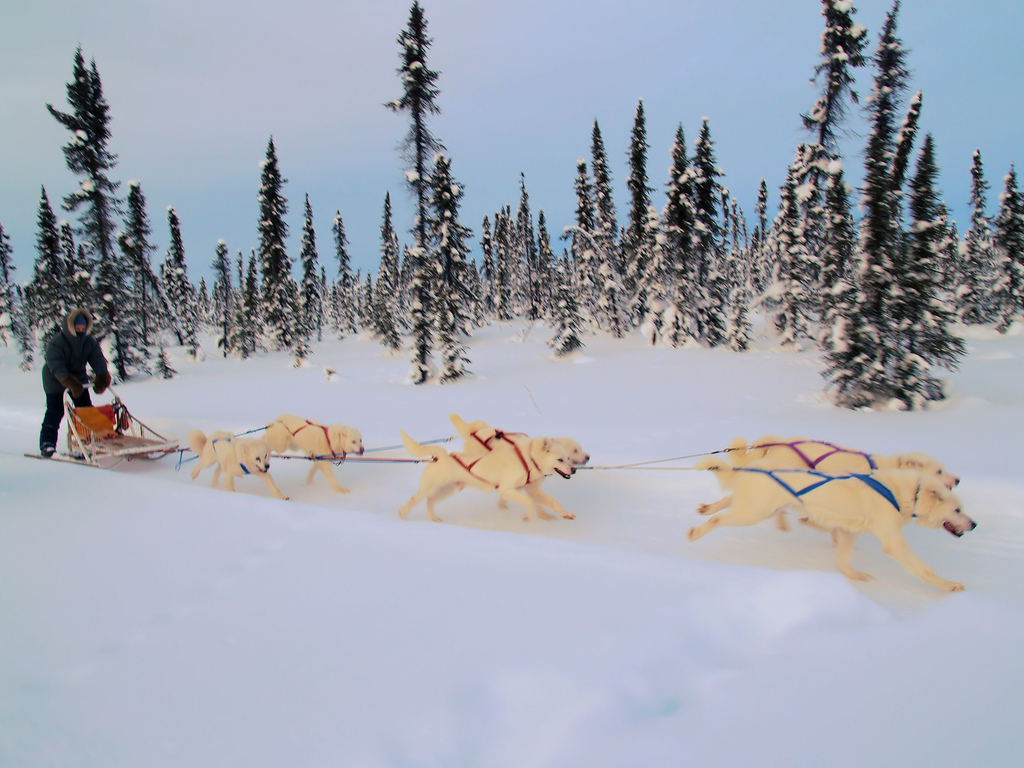
Chó kéo xe trên vùng núi Inuvik, Canada.

Chó kéo xe có thể được bắt đầu ở Mông Cổ khoảng từ 35.000 hoặc 30.000 năm trước. Các nhà khoa học tin rằng con người đã di cư về phía bắc Bắc cực với đàn chó của họ, và sử dụng chúng để kéo xe trượt tuyết 3.000 năm trước đây, khi các cộng đồng bị buộc phải di chuyển về phía bắc Siberia bởi những người chăn gia súc. Chó kéo xe được sử dụng tại Canada, Lapland, Greenland, Siberia, Chukotka, Na Uy, Phần Lan, and Alaska.

### Bắc Mỹ

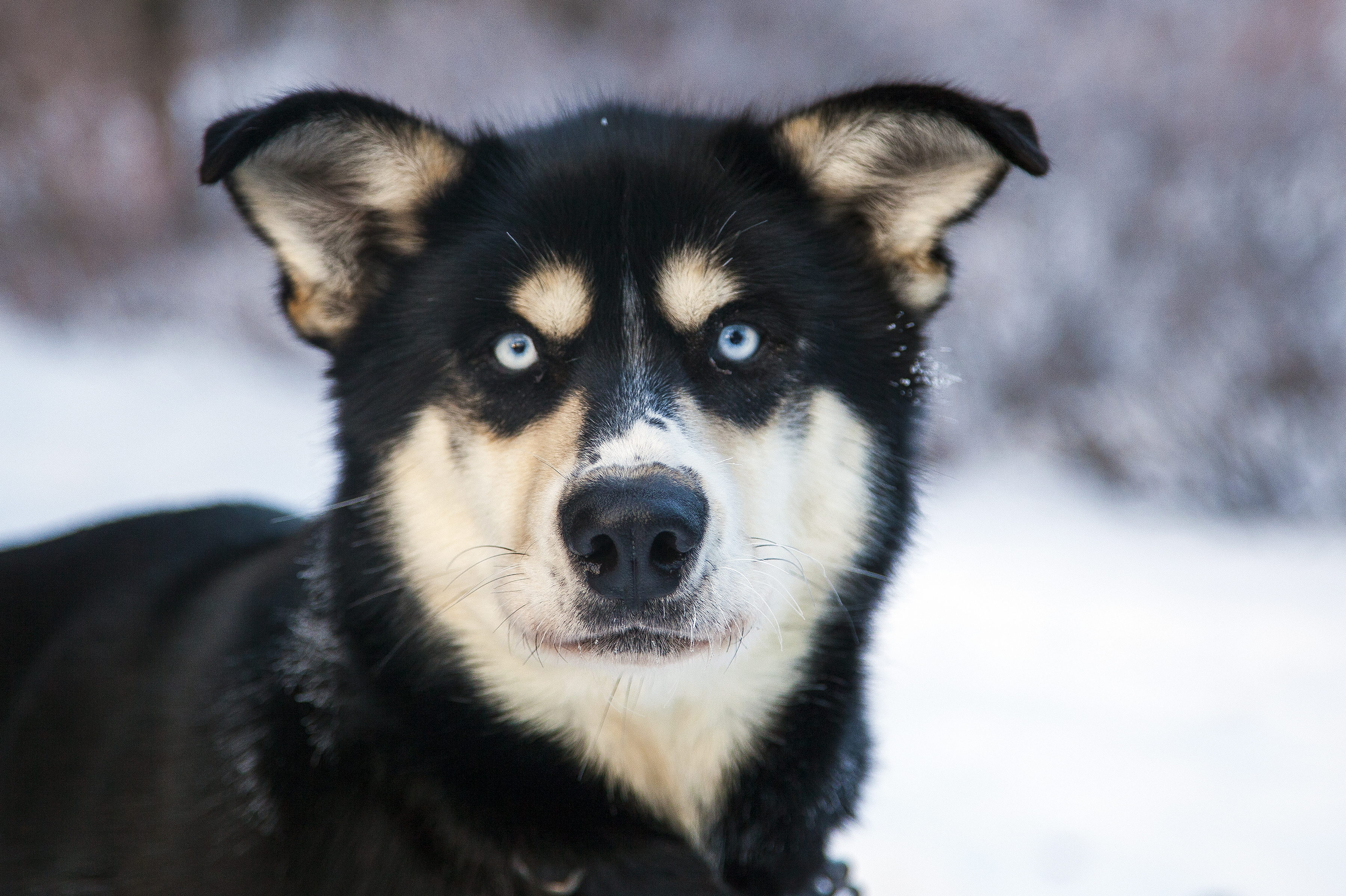
Chó kéo xe (chó Husky Sibir)

Tài liệu lịch sử cho rằng chó kéo xe và dây cương được sử dụng bởi người Mỹ bản địa trước khi người châu Âu du nhập. Việc sử dụng chó để làm việc phổ biến rộng rãi ở Bắc Mỹ. Có hai loại chó kéo xe chính; một loại được sử dụng ven duyên hải, và loại khác được sử dụng tại các vùng đất của người da đỏ Athabascan. Chó của người da đỏ chủ yếu là Alaskan Husky. Thương nhân Nga buôn bán tại vùng nội địa sông Yukon vào giữa năm 1800 mua chó kéo xe từ các ngôi làng gần đó. Chó của vùng này nổi tiếng là mạnh mẽ và sức kéo tốt hơn so với những con chó kéo xe có nguồn gốc từ Nga.
Cuộc săn vàng Alaska đã mang lại việc sử dụng chó kéo xe như giao thông vận tải. Hầu hết các trại vàng chỉ có thể di chuyển đến chỉ bằng chó kéo xe vào mùa đông. "Tất cả mọi thứ di chuyển trong mùa đông khắc nghiệt bằng đội chó kéo xe; khảo sát, thợ săn, bác sĩ, thư từ, thương mại, giao dịch, vận chuyển hàng hóa... nếu cần di chuyển trong mùa đông, chỉ có thể di chuyển bằng chó kéo xe." Cùng với việc sử dụng chó trong việc khám phá các vùng cực, dẫn đến cuối năm 1800 và đầu những năm 1900 được đặt với biệt danh là "Kỷ nguyên của chó kéo xe".
Chó kéo xe đã được sử dụng để vận chuyển thư từ tại Alaska trong những năm cuối thập niên 1800 và đầu những năm 1900. Chó Malamutes là những giống chó được ưa chuộng, với các đội trung bình tám đến mười con chó. Chó có khả năng vận chuyển thư từ trong điều kiện tàu thuyền, xe lửa và ngựa không thể đi được. Mỗi đội chó có thể kéo từ 230 đến 320 kg (500 và 700 lb) thư từ. Các thư từ được lưu trữ trong túi chống thấm để bảo vệ khỏi tuyết. Năm 1901, những con đường mòn của chó kéo xe đã được thiết lập dọc theo sông Yukon. Kỷ nguyên vận chuyển thư từ bởi chó kéo xe đã kết thúc vào năm 1963 khi lá thư cuối cùng sử dụng chó kéo xe trước khi Chester Noongwook nghỉ hưu tại Savoonga. Ông được vinh danh bởi ngành Bưu chính Mỹ trong một buổi lễ trên đảo St. Lawrence ở biển Bering.
Máy bay đã qua chuyển phát thư từ tại Alaska trong năm 1920 và 1930. Năm 1924, Carl Ben Eielson giao bưu phẩm đầu tiên bằng máy bay. Chó kéo xe được sử dụng để tuần tra phía tây Alaska trong Thế chiến II. Sự hình thành đường cao tốc và xe tải đường bộ trong những năm 40 và 50, và xe chạy trên tuyết trong những năm 50 và 60, góp phần giảm số lượng chó kéo xe làm việc.
Cuộc đua chó kéo xe đã hình thành làm thay đổi hình ảnh chó kéo xe trong truyền thống. Mong muốn từ những con chó lớn hơn, mạnh mẽ hơn để thay đổi một giống chó nhanh hơn với độ bền cao để sử dụng trong các cuộc đua, họ đã tạo ra những con chó nhẹ hơn so với bản thân chúng trong lịch sử. Mỹ sau đó bắt đầu nhập khẩu giống Siberian Huskies để tăng tốc độ của những con chó của mình, đã bày ra "một sự tương phản trực tiếp đến suy nghĩ của thương nhân Nga đang tìm cách tăng sức kéo của chó ở khu vực Alaska và Yukon từ hơn một thế kỷ trước để tăng năng lực chuyên chở bằng chó kéo xe nhẹ hơn".
Bên ngoài của Alaska, xe chó kéo được sử dụng để chuyên chở đồ bán rong tại các thành phố như New York.

#### Nome, Alaska và cuộc thi Iditarod

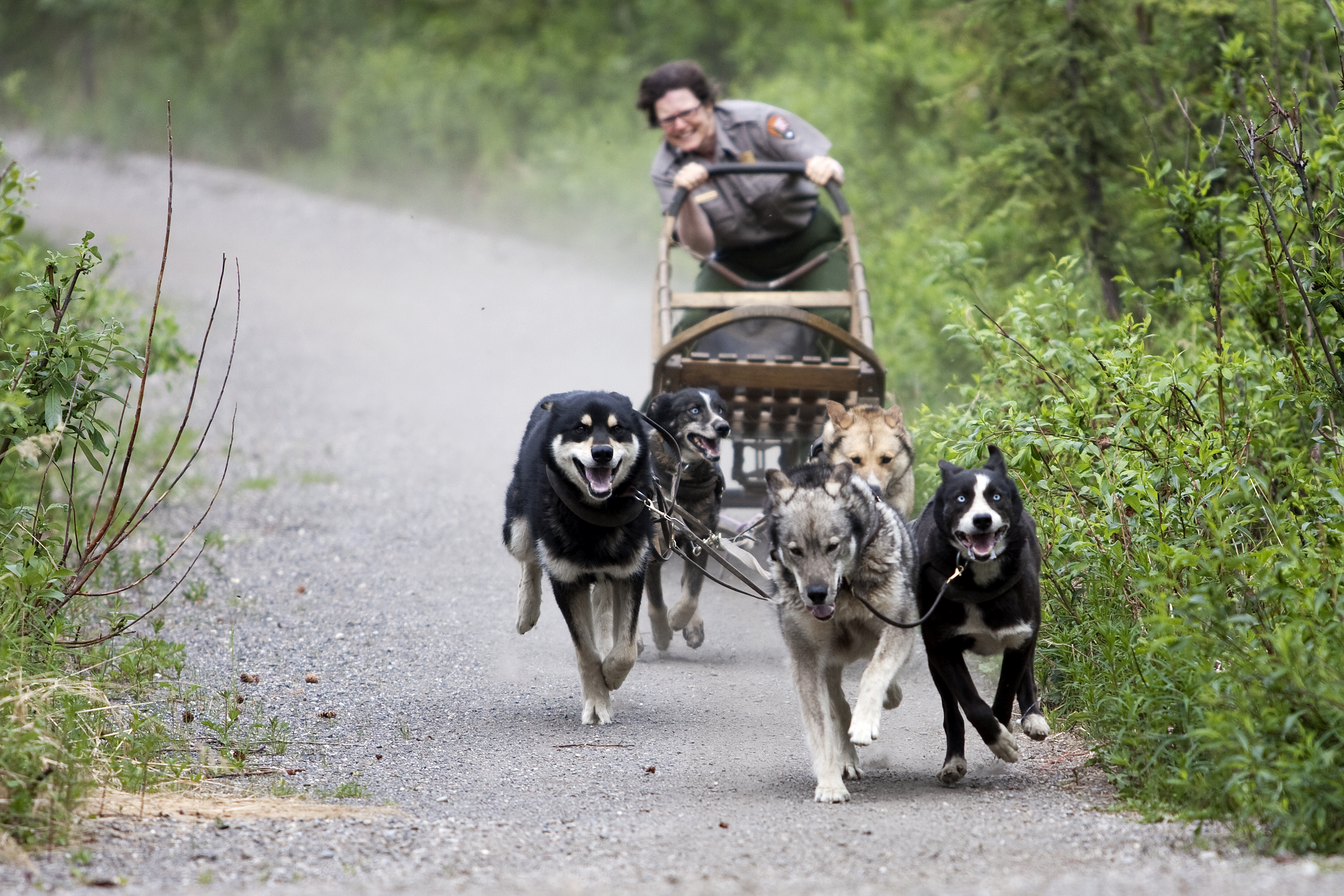
Chó kéo xe mùa hè đang biểu diễn

Năm 1925, bùng phát bệnh bạch hầu đã xảy ra tại Nome, Alaska. Không có đủ thuốc tại Nome để chữa trị cho những người nhiễm căn bệnh này. Thuốc buộc phải lấy tại Nenana, nhưng thị trấn cách xa Nome 1.100 km (700 dặm), và không thể tiếp cận được ngoại trừ dùng chó kéo xe. Một đội chó kéo xe được thành lập tại các làng mạc giữa Nenana và Nome, 20 nhóm đã làm việc tiếp sức cùng nhau để cung cấp thuốc đến Nome. Và thuốc đã có tại Nome chỉ sau 6 ngày.
Giao lộ Iditarod được thành lập trên con đường nối giữa hai thị trấn này. Nó được biết đến như là giao lộ Iditarod bởi vì, vào thời điểm đó, Iditarod là thành phố lớn nhất trên đường mòn này. Trong những năm 1940, các đường mòn đã bị bỏ đi. Tuy nhiên, trong năm 1967, Dorothy Page, người chịu trách nhiệm tổ chức kỷ niệm 100 năm của Alaska, đã cho phép dọn dẹp con đường 14 km thuộc đường mòn để tổ chức cuộc thi đua chó kéo xe. Năm 1972, quân đội Mỹ thực hiện một cuộc khảo sát đường mòn, và trong năm 1973, cuộc thi Iditarod được thành lập bởi Joe Redington, Sr. Người chiến thắng cuộc đua năm đó là Dick Wilmarth, người đã mất ba tuần để hoàn thành cuộc đua.
Cuộc thi Iditarod hiện đại là một cuộc đua sức bền bởi chó kéo xe dài 1.800 km. Nó thường kéo dài 10 đến 11 ngày trong điều kiện thời tiết cho phép. Nó bắt đầu với một khởi đầu với nghi lễ tại Anchorage, Alaska vào buổi sáng của thứ bảy đầu tiên của tháng ba, với cuộc đua 32 km (20 dặm) đến Eagle River dọc theo đường cao tốc Alaska, tạo điều kiện cho khán giả di chuyển 48 km (30 dặm) đến Wasilla để bắt đầu cuộc đua chính thức vào buổi chiều. Cuộc đua chỉ kết thúc khi đội đua cuối cùng hoặc rút khỏi cuộc đua hoặc vượt qua đích đến tại Nome. Những người chiến thắng của cuộc đua sẽ nhận được một giải thưởng của $50,000 đô la Mỹ. Nó đã được quảng cáo là "Sự kiện đua chó kéo xe quốc tế" và "Cuộc đua vĩ đại cuối cùng trên thế giới".

#### Thám hiểm Bắc Cực
Cuộc thám hiểm đầu tiên tại Bắc Cực được thực hiện cùng với đàn chó kéo xe.

#### Thám hiểm Nam Cực

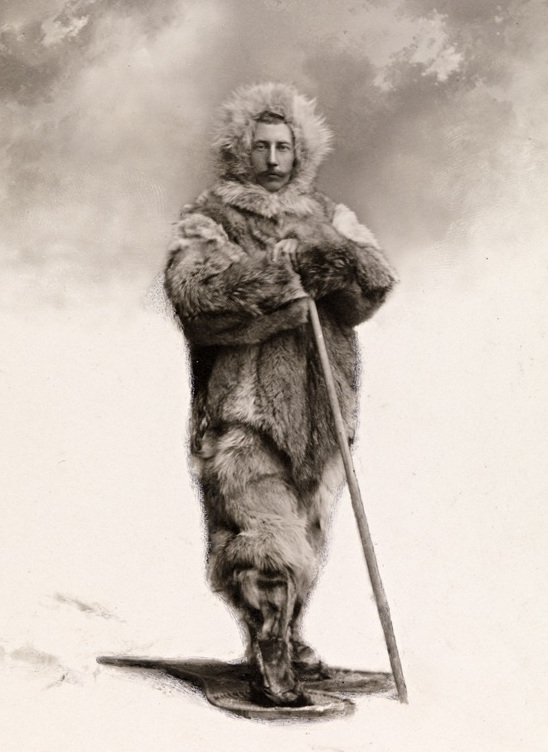
Roald Amundsen, người thám hiểm Nam Cực với kế hoạch 97 chú chó kéo xe.

Từ sự thành công của việc sử dụng chó kéo xe Bắc Cực, người ta nghĩ chúng cũng sẽ là hữu ích trong việc khám phá Nam Cực, nhiều nhà thám hiểm đã cố gắng sử dụng chúng tại Nam Cực. Chó kéo xe đã được sử dụng cho đến khi bị cấm vào năm 1992 bởi Hiệp ước về bảo vệ môi trường tại Nam Cực. Carsten Borchgrevink đã dùng chó kéo xe ở Nam Cực vào năm 1898, nhưng thời tiết đã lạnh hơn nhiều so với dự kiến tại Cape Adare. Những con chó được sử dụng để làm việc trên tuyết, không phải trên băng, tại những vùng mà nhiệt độ ôn hòa hơn nhiều. Những con chó cũng không được cho ăn đầy đủ và đã chết.
Erich von Drygalski dùng chó kéo xe trong đoàn thám hiểm của ông trong chuyến thám hiểm của mình từ năm 1901 đến 1903, tình trạng đã tốt hơn nhiều bởi vì đoàn chó của ông đã quen với cái lạnh và ông đã thuê một người chăm sóc chó có nhiều kinh nghiệm. Ông đã cho phép đàn chó tự do phối giống và nhiều chú chó đã bị bắn vì không có chỗ trên tàu để đưa chúng về nhà, một số không bị bắn mà để bỏ rơi tại đảo Kerguelen. Otto Nordenskjold đã sử dụng chó kéo xe trong đoàn thám hiểm của mình năm 1901-1904, bốn con chó của ông chết trên hành trình về phía nam.
Ông tìm kiếm thêm các chú chó khác ở Falklands, nhưng tất cả đều bị giết bởi những con Husky của Ole Jonassen, như Ole đã không cột những chú chó của ông lại. Những chú Huskies là sau này có thể kéo 265 kg (584 pounds) hơn 29 km (18 dặm) trong ba tiếng rưỡi. Robert Falcon Scott mang theo hai mươi chú chó Samoyeds. Những con chó đấu tranh dưới điều kiện khắc nghiệt tại nơi Scott đặt chúng vào, bốn con chó kéo quá nặng trong tuyết dày 45 cm với chân chảy máu. Scott đã đổ lỗi thất bại của họ vì cá khô bị thối. Douglas Mawson và Xavier Mertz là những người thuộc Đảng Viễn Đông, một đội chó kéo xe với ba người đàn ông và Trung uý B.E.S Ninnis, khảo sát vùng đất của Vua George V tại Nam Cực.
Ngày 14 Tháng 12 năm 1912, Ninnis rơi vào khe băng nứt và họ đã không bao giờ được nhìn ông nữa. Lương thực ít ỏi buộc họ phải ăn thịt những con chó trên 315 dặm (507 km) đường về. Thịt chúng khó ăn, xơ cứng và không còn chất béo nữa. Mỗi con vật mang lại rất ít thịt, và phần lớn được làm thức ăn cho những con chó còn sống sót, thịt, da và xương cho đến khi không còn nữa. Những người đàn ông cũng ăn não và gan của những con chó. Thật không may, gan của chó kéo xe có chứa hypervitaminosis A và bởi vì răng nanh chúng có chứa nhiều vitamin A hơn là con người.
Mertz bị suy kiệt nhanh chóng. Ông bị đau bụng, bất lực, không còn khả năng hoạt động. Ngày 7 tháng 1 năm 1913, Mertz đã chết. Mawson tiếp tục hành trình một mình, cuối cùng ông trở về và còn sống. Nhà thám hiểm Roald Amundsen đã lên kế hoạch khoảng 97 con chó kéo xe. Trong lần đầu tiên, hai con chó của ông bị đóng băng đến chết trong nhiệt độ -56 °C (-69 °F). Ông đã cố gắng lần thứ hai và đã thành công. Amundsen đã đi 27 km (17 dặm) một ngày, với điểm dừng mỗi 4,8 km (3 dặm) để xây dựng một cột đá kỷ niệm và để đánh dấu đường mòn. Hành trình của ông gồm 55 chú chó còn lại 14 con khi ông trở về từ. Trên chuyến trở về, ông đã giết thịt một con và treo trước xe để động viên đàn chó chạy.

## Các giống
Chó kéo xe nguồn gốc được lựa chọn từ kích thước, sức mạnh và thể lực của chúng, nhưng giống hiện đại được chọn theo tốc độ và sức bền. Hầu hết chó kéo xe cân nặng khoảng 25kgs (55 lbs), một số có cân nặng thấp khoảng 16kgs, hoặc nặng nhất đạt khoảng 32kgs. Chó kéo xe có dáng đi tốt. Người đánh xe cố gắng chọn một đội chó cân bằng nhất, những con chó cùng kích thước (xấp xỉ giống nhau), sải chân như nhau (từ dáng đi đến tốc độ chạy và khả năng tăng tốc của chúng để có thể thay đổi vị trị giữa chúng trong đội kéo xe) cho nên những chú cho trong cùng 1 đội thường giống nhau và điều đó giúp tăng hiệu quả của cả đội. Chúng có thể chạy với tốc độ 45 km/h (28 mph). Vì vậy, chó kéo xe có ngón chân rất sát nhau được xem như giày để chạy trên tuyết.
Lông chó thường dựa theo giống. Chó vận chuyển thường có bộ lông dầy để sưởi ấm bên trong, chó dùng trong các cuộc đua chó thường lông ngắn để dễ thoát nhiệt. Hầu hết chó kéo xe đều có 2 lớp lông, lớp lông bên ngoài không thấm nước, để giữ tuyết không thấm vào, lớp lông bên trong để giữa ấm cho cơ thể. Trong thời tiết ấm áp, chó có thể gặp vấn đề khi nhiệt độ cao, cơ thể bị nóng. Đuôi dùng để bảo vệ mũi và ngón chân của chó khi chúng đang ngủ. Chúng cũng có mạch máu ở chân của mình để khỏi bị tê cóng. Chế độ ăn là một phần quan trọng trong việc lựa chọn chó kéo xe. Chế độ ăn của chúng giàu chất béo, chúng có thể ăn cá hồi hoặc động vật biển có vú. Chó kéo xe cũng phải không được quá hung dữ với những giống con chó khác. Nhiều giống chó không chuyên dụng cũng có thể sử dụng để làm chó kéo xe. Chó xù, Irish setters, German shorthaired pointers, Labrador retrievers, Newfoundlands, and St. Bernards cũng từng được sử dụng làm chó kéo xe.

### Alaskan Husky

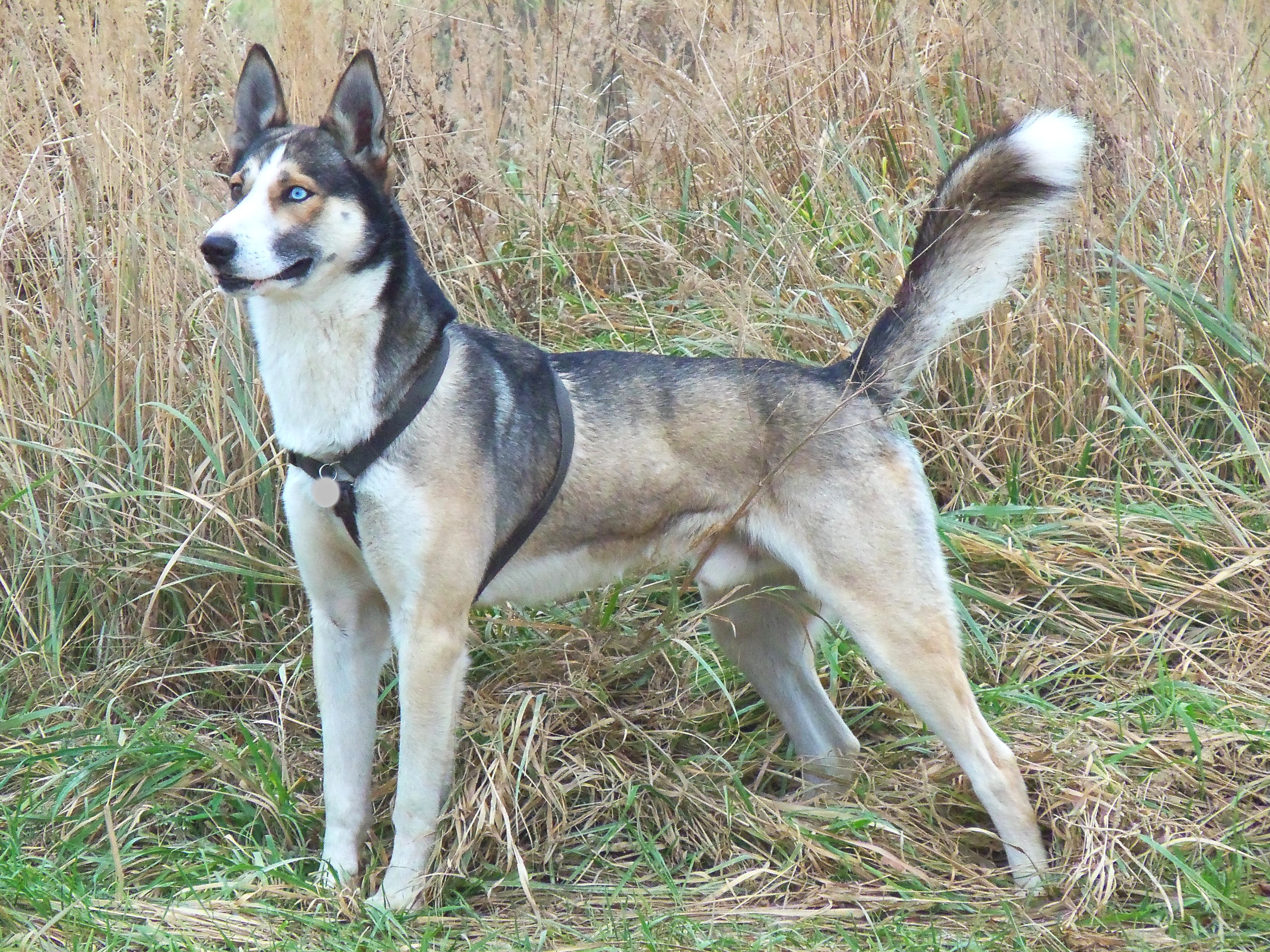
Giống Alaskan Husky

Là loại chó phổ biến nhất trong cuộc thi chó kéo xe, Alaskan Husky là giống chó lai đặc biệt hiệu quả cho việc kéo xe. Giống này tồn tại từ những năm cuối 1800. Họ lần đầu tiên ra đời vào cuối năm 1800. [6] Thỉnh thoảng, Alaskan Huskies được gọi chó da đỏ, bởi đây là giống chó tốt nhất cho các vùng Mỹ bản địa tại Alaska và Canada. Chúng cân nặng từ 18 đến 34 kg (40 và 75 lb) và có bộ lông rậm hoặc lông trơn ngắn. Alaskan Huskies có nhiều điểm tương đồng với các giống husky điển hình.
Có hai giống Alaskan Husky: Một nh giống chạy nước rút và một giống chuyên chạy đường dài. Alaskan Malamutes và Siberian Huskies là những giống chuyên chạy đường dài, trong khi các giống như Pointers và Salukis là những giống chuyên chạy nước rút. Giống Anatolian Shepherd là giống chó mạnh cả hai mặt trên. Có nhiều giống Alaskan Huskies như Greyhound, có tốc độ khá tốt. Mặc dù Huskies Alaskan được biết đến như 1 giống chó sói, một khía cạnh giúp tăng sức bền của chúng, nhưng rất khó kiểm soát hành động của chúng.

### Alaskan Malamute

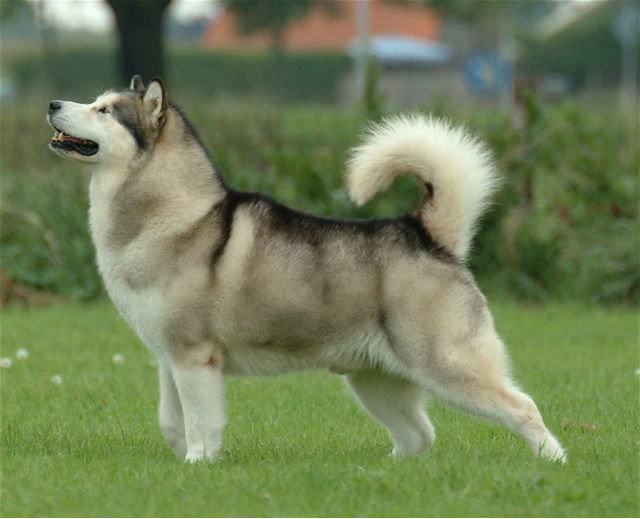
Alaskan Malamute

Malamutes là giống chó lớn, có thể vận tải hàng hóa nặng. Chúng cân nặng khoảng từ 36 đến 54 kg (80 và 120 lb) và có khuôn mặt tròn với tính tình hiền hòa. Đây là giống chó đã có từ lâu đời và cũng có phần do lai tạo. Malamutes được cho là một trong những giống chó được thuần hóa đầu tiên của con người, có nguồn gốc ở khu vực Kotzebue Sound của Alaska.. Giống chó này có bộ ngực rộng, lông dầy và chân khít. Tốc độ thật sự không có giá trị với giống chó này Giống có ít hoặc không có giá trị cho những con chó này, thay vào đó, sức mạnh là điểm mạnh của chúng. Chúng được sử dụng trong cuộc thám hiểm hoặc các chuyến phiêu lưu dài ngày, chúng có khả năng làm kéo nặng rất tốt. Giống Malamutes là giống được chọn trong việc chuyên chở và đưa tin trong thế chiến II.

### Canadian Eskimo

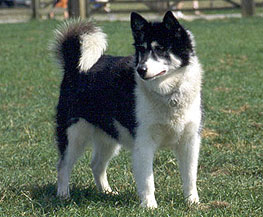
Canadian Eskimo Dog.

Còn được gọi là Esquimaux Husky, Esquimaux Dog hoặc Qimmiq, giống chó Eskimo Canada có nguồn gốc từ những con chó kéo xe của thổ dân Thule ở miền Bắc Cực thuộc Canada. Giống chó ngày nay tồn tại đã là do chính phủ Canada. Mỗi con có khả năng kéo từ 45 đến 80 kg (99 và 176 lb) trong khoảng cách từ 24 đến 113 km (15 và 70 mi). Giống Eskimo Canada cũng đã được dùng như một con chú chó săn, giúp những thợ săn người Inuit bắt hải cẩu, hải cẩi, bò hay gấu.

### Giống chó Chinook

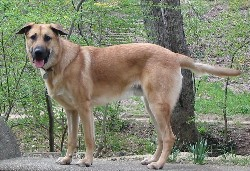
A Chinook.

Chinook là một giống chó kéo xe thử nghiệm phát triển ở New Hampshire trong đầu những năm 1900, và là một sự pha trộn giữa Mastiff, Greenland Husky, chó chăn cừu của Đức và chó chăn cừu của Bỉ. Đó là giống chó của bang New Hampshire được công nhận bởi AKC là một giống chó có khả năng làm việc từ năm 2013. Tên của nó có nghĩa là "gió đông ấm áp" trong tiếng Inuit. Chúng được mô tả như những lực sĩ với thân hình cứng cõi và dáng đi không biết mệt.

### Chó Greenland

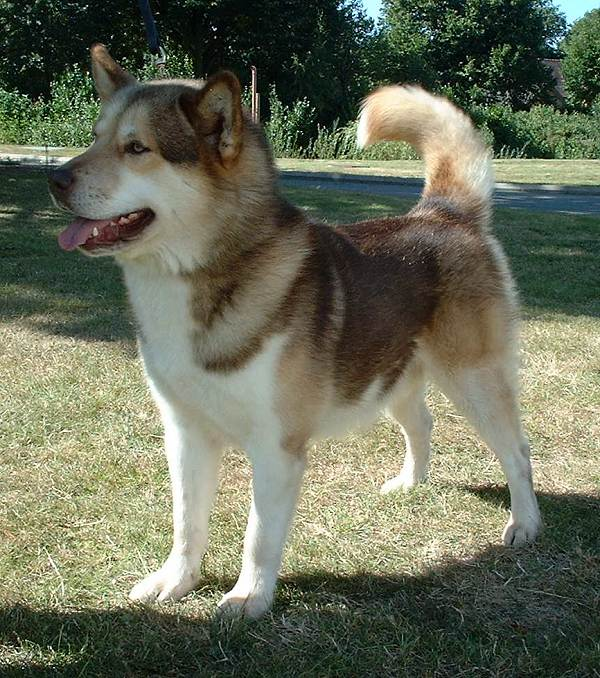
A Greenland Dog.

Chó Eskimo có nguồn gốc từ Greenland, chó Greenland là giống chó hạng nặng với độ bền cao nhưng tốc độ thấp. Chúng được sử dụng thường xuyên bởi người dân cung cấp chó kéo xe cho các cuộc thám hiểm dài ngày. Có hơn 30.000 con chó này sống tại Greenland. Vào mùa đông, chúng là phương tiện di chuyển chính. Hầu hết các thợ săn tại Greenland ủng hộ các đội chó kéo xe hơn các phương tiện cơ khí khác.

### Samoyed

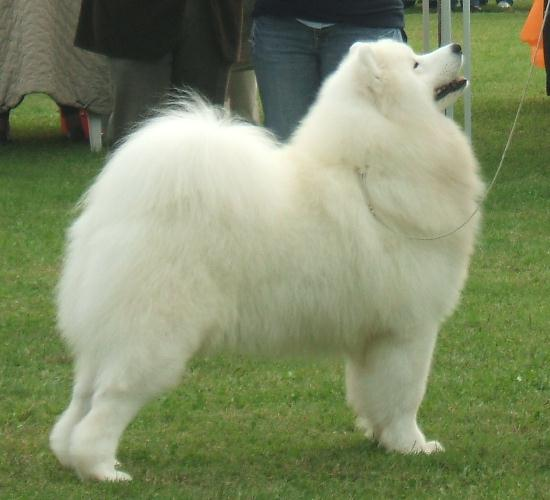
A Samoyed.

Giống Samoyed được phát triển bởi những người Samoyede tại Siberia, họ đã sử dụng chúng để dồn những con tuần lộc và đi săn. Giống chó này được đánh giá cao, và những người chủ cũng phụ thuộc vào chúng để tồn tại, thông thường những con chó này được phép ngủ trong lều với chủ của chúng.

### Siberian Husky

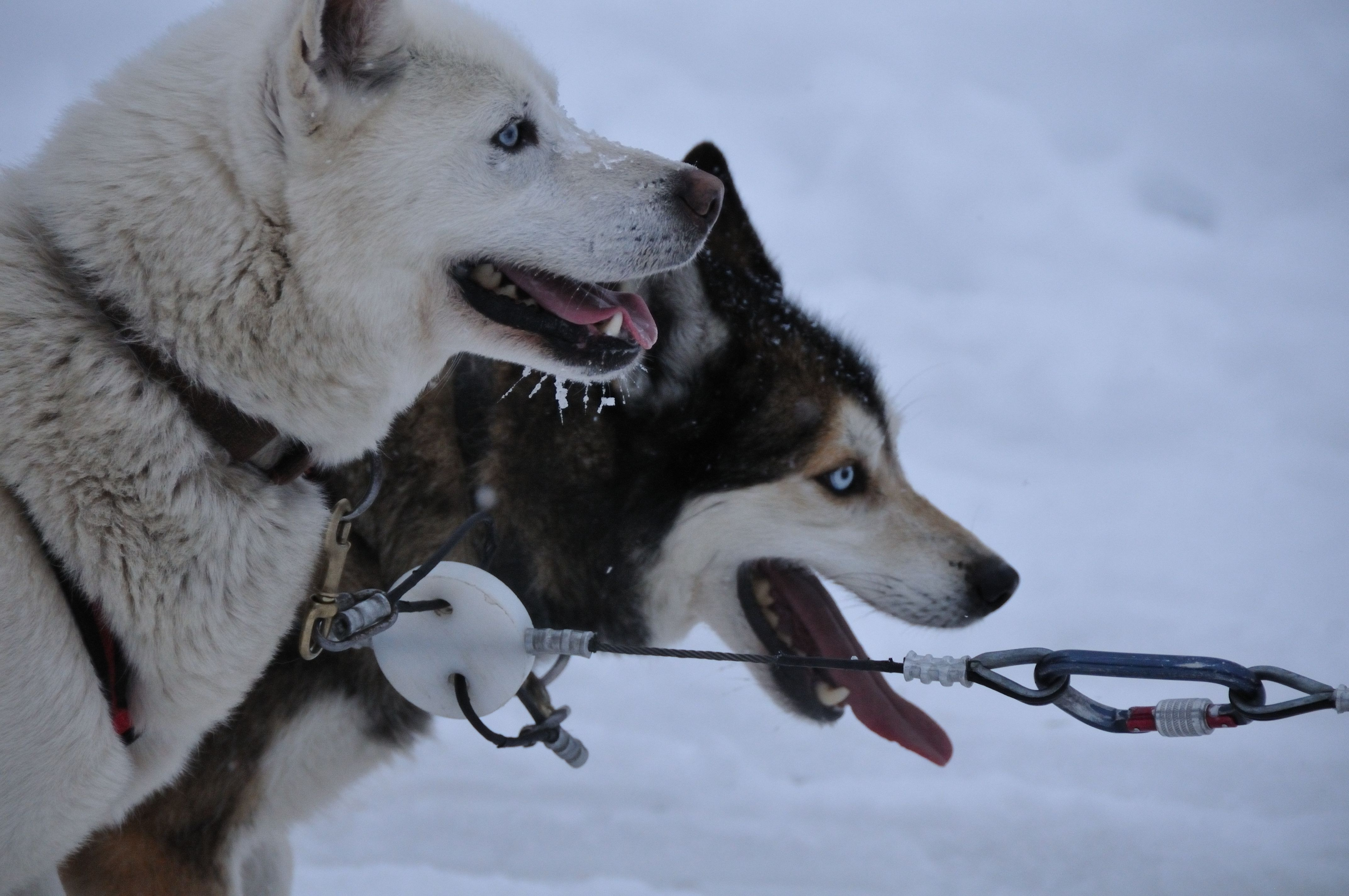
Siberian Huskies

Nhỏ hơn so với giống chó Malamute, Siberian Husky có sức kéo khỏe hơn hơn nhưng không có sức bền như giống Malamute. Chúng nặng khoảng từ 18 đến 27 kg (40 và 60 lb), và là một giống chó chọn lọc về cả ngoại hình và sức kéo.

## Chó kéo xe nổi tiếng

### Togo
Togo là chó kéo xe đầu đàn của Leonhard Seppala và đội chó kéo xe trượt tuyết của mình trong năm 1925 cuộc đua đến Nome đã băng qua miền trung và miền bắc Alaska.

### Balto
Balto là con chó dẫn đầu đội chó kéo xe vận chuyển thuốc chữa trị bạch hầu trong chặng cuối cùng của chặng tiếp sức đến Nome trong nạn dịch bạch hầu năm 1925. Balto đã được dẫn dắt bởi Gunnar Kaasen, người đã làm việc của Leonhard Seppala. Seppala cũng đã từng nuôi Balto.
Năm 1925, mười tháng sau khi Balto hoàn thành cuộc thị của mình, một bức tượng đồng được dựng lên để vinh danh nó tại công viên Trung tâm gần sở thú dành chó trẻ em Tisch. Bức tượng được chạm khắc bởi Frederick George Richard Roth. Những đứa trẻ thường leo lên các bức tượng. Các biểu ngữ tại tại chân tượng Balto là "Sức bền-Trung thành-Thông Minh". Cơ thể Balto được lưu giữ sau khi nó qua đời vào năm 1933, và được trưng bày tại Bảo tàng lịch sử Cleveland.

Năm 1995, hãng Universal Pictures đã cho ra đời bộ phim dựa trên cuộc đời của Balto. Roger Ebert đã chấm điểm 3/4 cho bộ phim này.

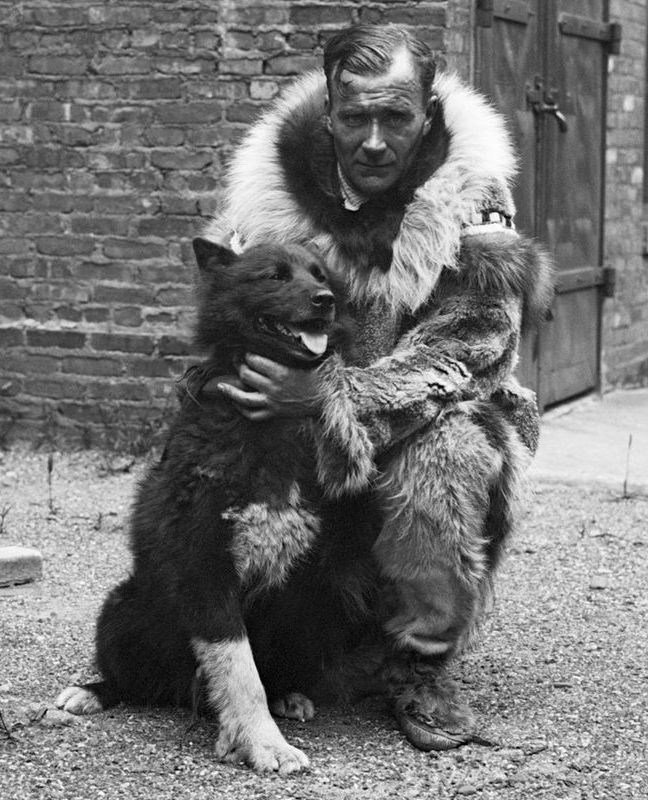
Gunnar Kaasen with Balto.

### Các chú chó khác
Anna là một chú chó kéo xe nhỏ đã từng tham gia chuyến thám hiểm của Pam Flowers - người phụ nữ đầu tiên đi qua Bắc Cực một mình. Nó đã nổi danh là con chó nhỏ nhất trong đội chó kéo xe, và nhiều nhật ký ảnh về chuyến thám hiểm của nó tại Bắc Cực đã ra đời.
Có rất nhiều câu chuyện về những chú chó kéo xe mù những vẫn tiếp tục chạy, chúng tự chạy hoặc với sự hỗ trợ từ những con chó khác trong đội.

## Chó kéo xe trong văn hóa đại chúng

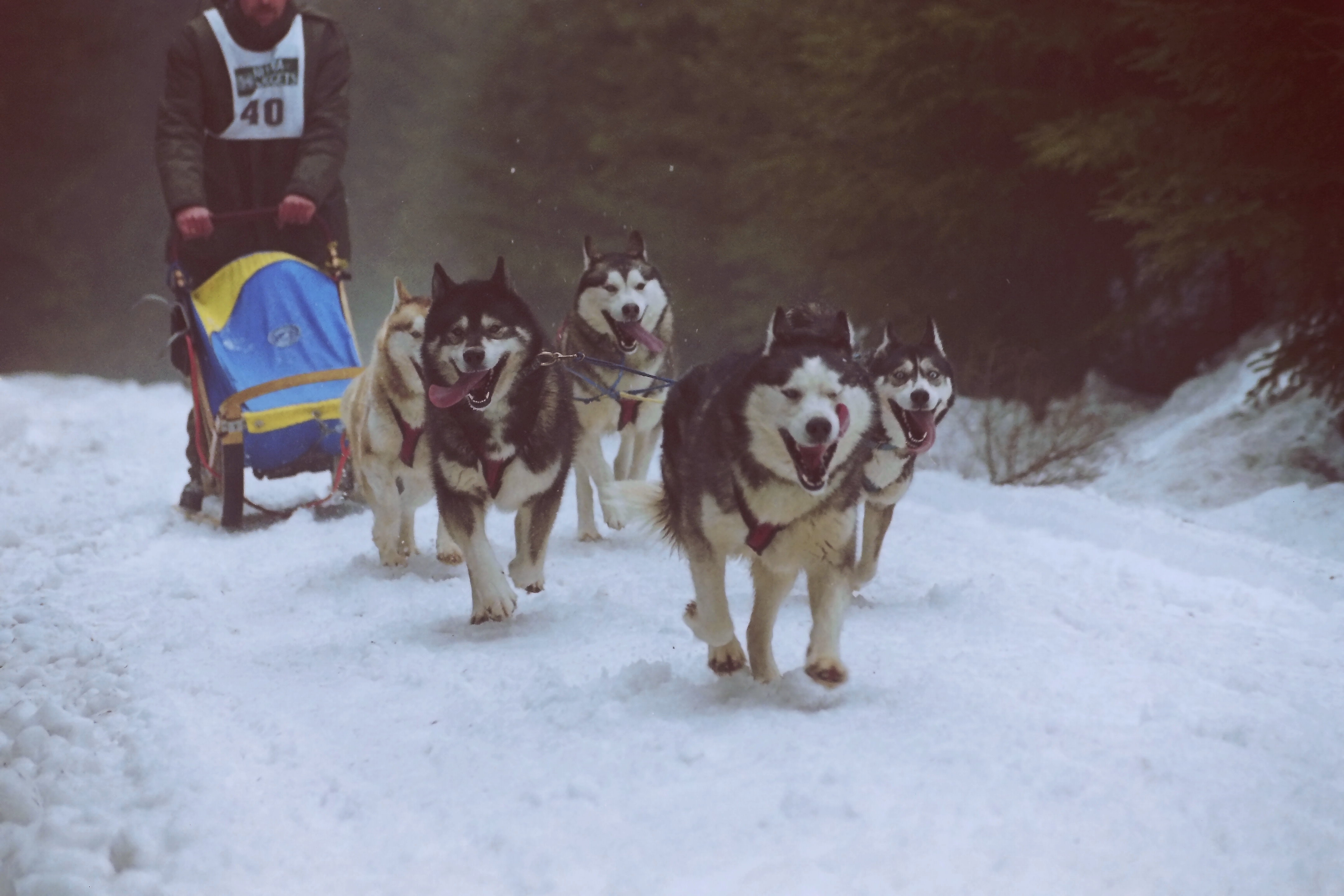
Chó kéo xe đang làm việc

### Văn học
Chó kéo xe là đề tài đã được viết rộng rãi bởi nhiều tác giả. 
- Gary Paulsen đã viết rất nhiều về kinh nghiệm của mình sống chung với đàn chó kéo xe tại Minnesota và đã hai lần tham gia cuộc đua Iditarod Trail Sled Dog, cho đến khi cơn đau thắt ngực buộc ông phải dừng cuộc đua.[11]
- Egerton Ryerson Young's My Dogs In The Northland (1902) tập trung vào những cuộc phiêu lưu của Egerton với mười hai con chó kéo xe.[12]
- Cuốn sách của Jack London, Tiếng gọi nơi hoang dã (1903), tiểu thuyết nổi tiếng nhất về những con chó kéo xe và cuộc sống của chúng trong thời kỳ săn vàng.